# ماسایوکی تاناکا
ماسایوکی تاناکا (انگلیسی: Masayuki Tanaka؛ زادهٔ ۳۰ ژوئن ۱۹۵۱) خوانندگی اهل ژاپن است.